# Joachim Klemenz
Joachim Klemenz (ur. 16 lutego 1964 w Zabrzu) – piłkarz Górnika Zabrze w latach 1975–1988, wychowanek klubu. Zaczynał jako napastnik, potem grał na pozycji stopera. W 1983 roku zajął z reprezentacją Polski 3. miejsce na rozegranych w Meksyku Mistrzostwach Świata U-20, zostając przy tym wicekrólem strzelców całego turnieju. W końcu lat 80. pozostał w Niemczech. Grał tam między innymi w klubie SC Freiburg.